# Wildwasser

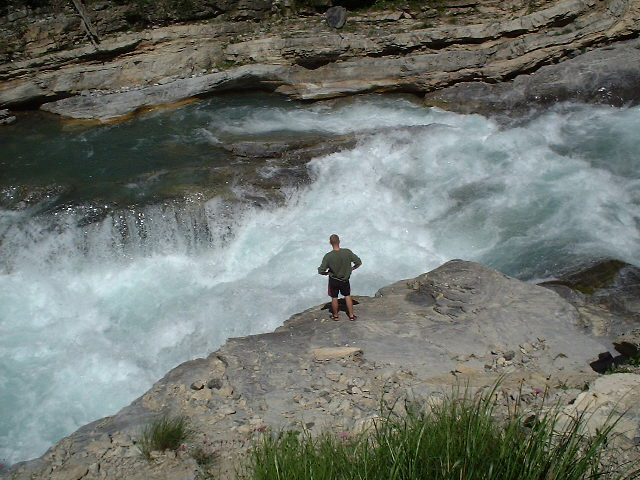
Guil in den französischen Alpen

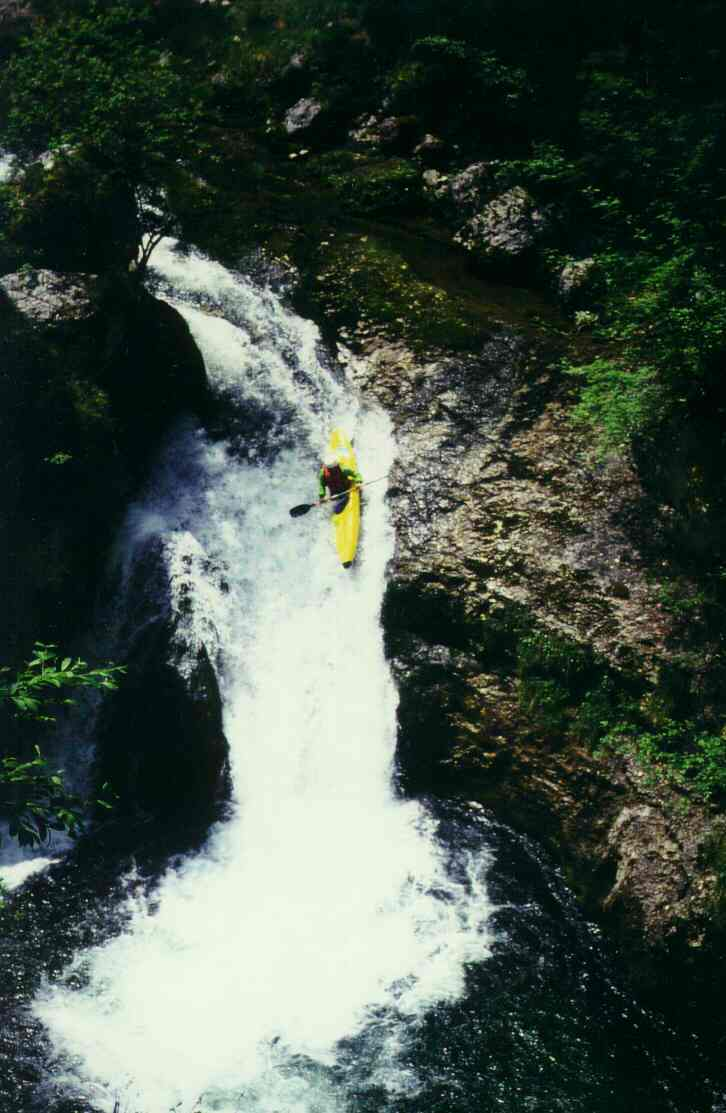
Schwarzbach in Oberbayern

Mit Wildwasser bezeichnet man ein Gewässer mit schnellen Strömungen, starken Gegenströmungen, Wirbeln, Stromschnellen und zum Teil Wasserfällen.

## Natürliche Wildwasser
Wildwasser entstehen bei genügend Gefälle und/oder Verengung des Gewässerlaufs (meist durch Felsen), wodurch das Wasser nicht mehr laminar strömen kann. Außerdem ist das Gefälle der Landschaft ausschlaggebend für die Intensität der Strömung. Die meisten Wildwasser werden von natürlichen oder naturnahen Flüssen gebildet.

## Künstliche Wildwasser
In jüngerer Zeit werden für den Wildwassersport, vor allem die Kanu-Wettkampfsportarten Kanuslalom und Wildwasserrennsport, auch künstliche Wildwasseranlagen gebaut – oder Wasserläufe mit ausreichendem Gefälle, Strömungsgeschwindigkeit und/oder Volumenstrom durch zusätzliche Hindernisse (oft Steinblöcke oder andere seitlich einengene Bauten, oder ein Grundwehr, um Wasser „schießen“ zu lassen) zu Wildwasserläufen ausgebaut.
In Deutschland bekannt sind der Augsburger Eiskanal und der Kanupark Markkleeberg. In Hagen gibt es einen zum Wildwasser ausgebauten Abschnitt der Lenne.
In Österreich wurde 2013 die gepumptes Wasser der Donau nützende „Verbund-Wasserarena“ auf der Donauinsel in Wien eröffnet. Im Grazer Mühlgang gibt es die Gerhard-Peinhaupt-Paddelslalomstrecke und die Mugl-Wave mit schießendem Wasser für Bootakrobatik. Ebenfalls in Graz, an der Erzherzog-Johann-Brücke über die Mur wurden unterwasserseitig links des Pfeilers für die Paddelrodeo-Weltmeisterschaft 2003 eine Reihe Steinblöcke eingelegt, um eine „Walze“ zu erzielen. Im Almkanal im Süden der Stadt Salzburg wurde 2010 die Almwelle, auch Almkanalwelle, für Flusssurfen errichtet.
In der Schweiz wurde 2022 in Baden, Aargau eine Strecke der Limmat als Wildwasser ausgebaut, die Slalomanlage Oederlin.

## Wildwasser-Sport

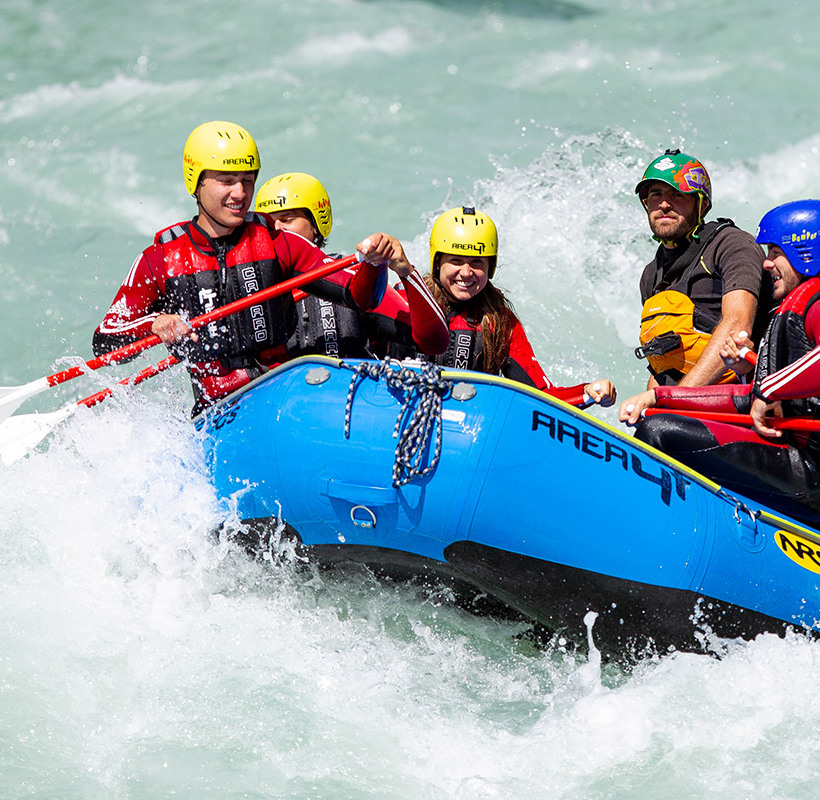
Rafting (hier in der Imster Schlucht in Tirol) ist eine Wildwasser-Sportart, die unter Leitung eines professionellen Bootsführers (r.) ohne jegliche Vorkenntnisse betrieben werden kann

Ab einer genügenden Wassermenge und Breite werden Wildwasser zur Ausübung von Wildwassersport befahren. Bekannte Sportarten sind Wildwasserpaddeln, Playboating, Hydrospeed, Sit-on-Top und Rafting, sowie zum Trainieren und für Wettkämpfe im Wildwasserrennsport, Kanuslalom und Freestyle.
Wildwasser werden in diesem Zusammenhang mit der Wildwasserschwierigkeitsskala bewertet.